# 들것형 난간

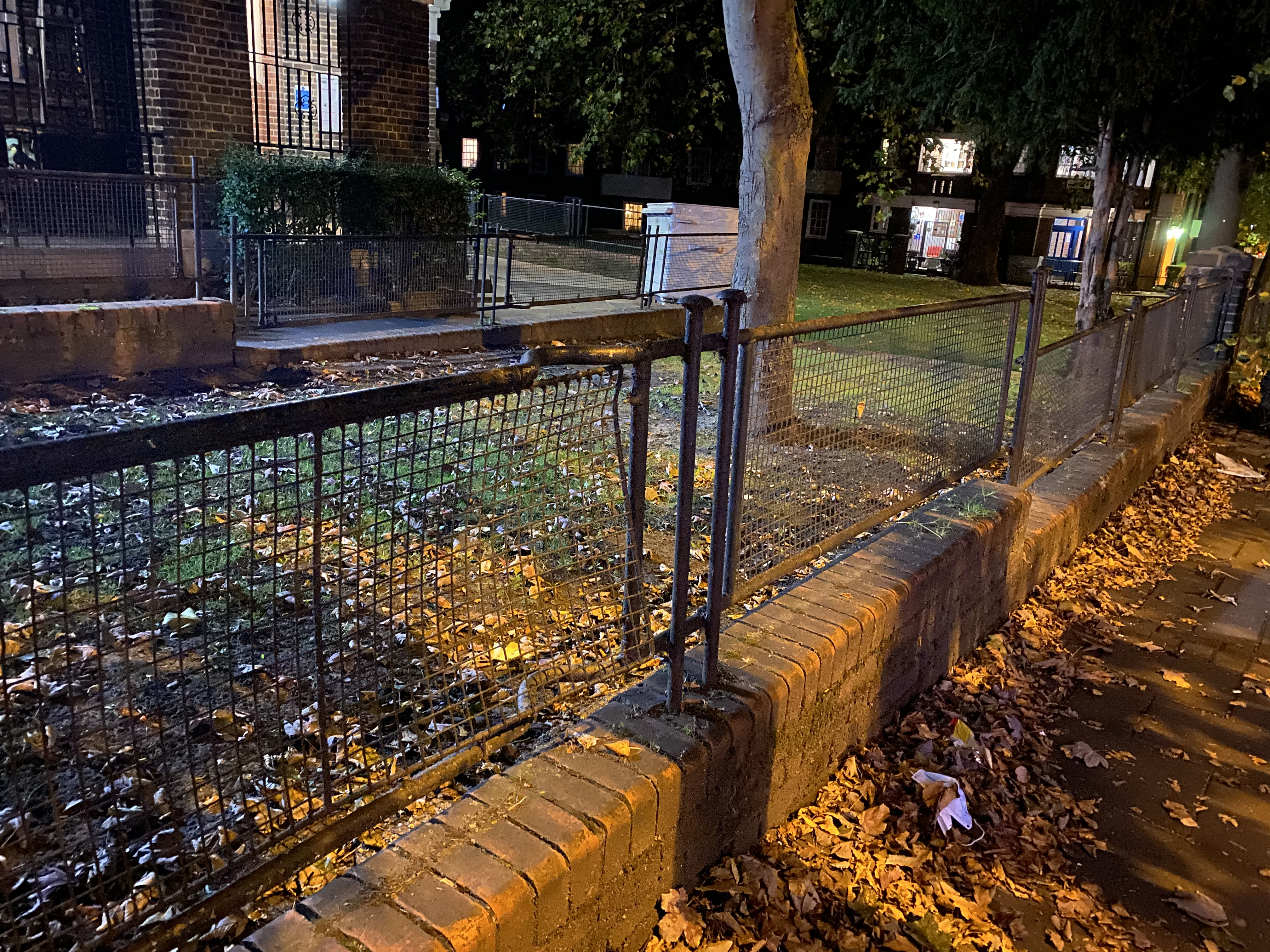
클래펌 공원의 스트레처 난간

영국 런던의 일부 건물 외곽에 설치된 들것형 난간(스트레처 난간, stretcher railing)은 제2차 세계 대전 당시 영국 대공습 기간에 사용되었던 의료용 들것을 다른 용도에 맞게 고쳐서 만든 난간이나 울타리를 말한다. 이 들것의 원형이 특정한 용도에 맞게 제작한 디자인을 따르기 때문에 전시에 활용하기에 여러모로 장점이 많았다. 전쟁이 끝난 후에는 아무짝에 쓸모없는 잉여 물자로 전락하게 되었지만 이 들것의 디자인과 철골 구조가 난간으로 쉽게 개조하기에 적합하다는 사실이 밝혀지게 되었다. 스트레처 난간 협회는 이러한 난간의 보존과 유지 관리를 장려하는 활동을 하고 있다.

## 역사적 배경
영국 대공습 당시 1940년 9월부터 1941년 5월까지 독일 공군이 영국에 공중 폭격을 퍼부었다. 그 와중에 60만 개 이상의 철로 만든 들것이 제작 발주되었다. 공습이 벌어지는 동안 공습 대비국(ARP) 요원들이 이 장비를 활용할 목적으로 말이다. 들것의 생산지는 대부분 하트포드셔와 웨스트미들랜즈의 제조 공장이다. 이처럼 대량으로 생산된 것은 전쟁 중 대규모 인명 피해가 발생할 것이라는 정부의 예상을 반영한 것으로 해석되었다.

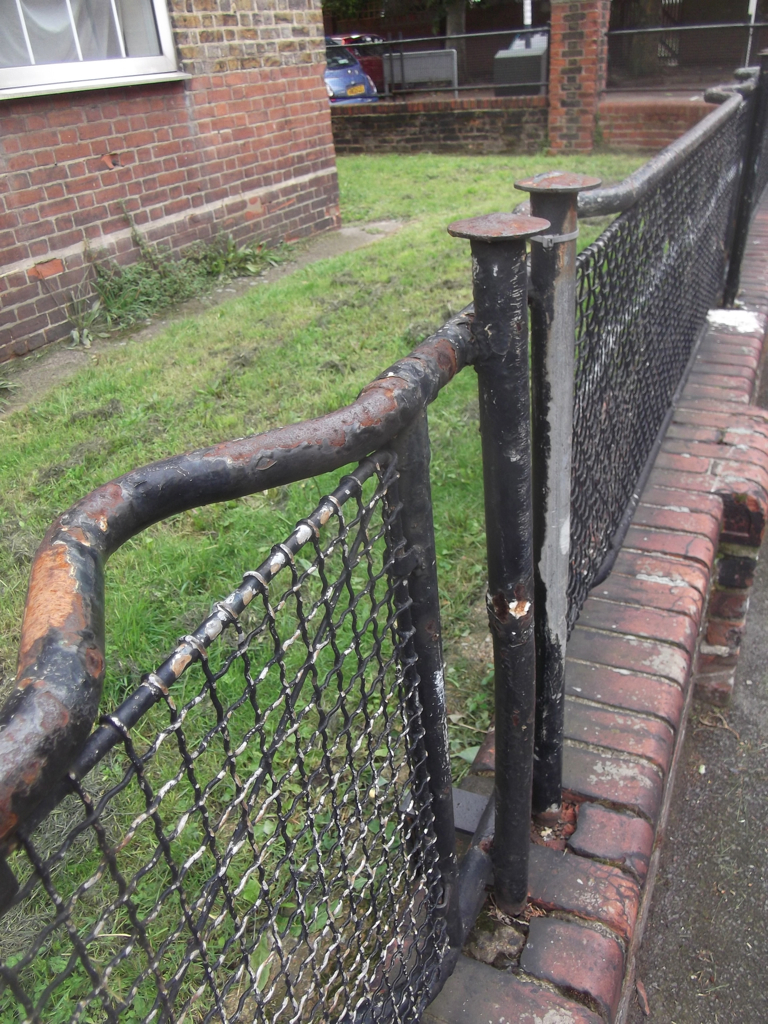
발판 역할을 하는 난간 끝부분이 구부러짐

들것은 복잡한 방식으로 설계되어 제작된 것도 아니고 금속 재질 하나만 써서 만든 것이었다. 난간의 양 끝 부분은 구부려서 설계했다. 그래서 그런지 들것을 평평하게 내려놓아도 들것의 바닥이 지면에서 살짝 뜨는 바람에 의료진이 이를 쉽게 들어 올릴 수 있었다. 이처럼 모든 부분을 금속으로 간단하게 설계한 탓에 전시에도 들것의 대량 생산을 쉽게 할 수 있었으며 가스 공격이 일어날 경우에는 손쉽게 세척이 가능했다. 들것의 바닥 부분은 금속망(메쉬)으로 짜여 있다. 금속 재질을 채택한 이유라면 당시 1차 세계 대전에서 사용된 목재나 천 소재의 들것보다 금속이 세척과 소독이 더 용이하다고 판단되어서 그런 것이다.
전쟁이 끝난 후, 런던 카운티 위원회는 그 당시에 남아돌던 들것을 난간을 고정하는 부속품으로 활용했다. 전쟁이 진행되는 동안에는 국가적 차원의 전쟁 수행을 지원하기 위해 주택 단지의 울타리를 철거해서 고철로 이용하였는데, 그 대체재로 들것을 사용했다. 들것을 난간으로 개조하는 과정에서는 구조를 간단하게 변경하고 세로로 서 있는 지지대에 매달아 놓았다. 일부 난간은 시간이 지나면서 심하게 녹슬어 더 이상 제대로 된 기능을 하지 못하는 상태가 되었다.
이러한 노후화로 인해 일부 난간은 철거되었다. 최초로 철거된 사례는 이스트 덜위치에서 보고되었다. 인근의 배드민턴 하우스 주택 단지에 있는 난간은 원상태를 유지하였고, 난간의 소유주들은 이를 유지·관리하겠다고 약속했다. 스트레처 난간 협회가 설립된 이유는 기금의 마련을 통해 지역 의회 및 보존 당국이 점점 망가지는 난간의 까다로운 복원을 잘 이행할 수 있도록 지원하기 위함이었다. 2017년 기준, 협회는 파악된 들것형 난간의 위치를 기록한 지도를 관리하고 있었다.

## 참고문헌
Kohlstedt, Kurt (2017년 12월 1일). “The Stretcher Railing Society: Preserving WWII Artifacts Hidden in Plain Sight”. 《99% Invisible》. 2024년 12월 17일에 원본 문서에서 보존된 문서.
Bird, Steve (2017년 8월 15일). “Campaign to save World War II stretchers today serving the capital as railings”. 《The Telegraph》.
“The fight to save a hidden part of Britain's war history”. 《CBC Radio》. 2017년 11월 10일.

## 추가 읽기
- “Calls to protect fences throughout south London, once used as stretchers in WW2”. 《Southwark News》. 2017년 8월 3일.
- “Council pledges to protect railings made from World War II stretchers”. 《Southwark News》. 2017년 11월 9일.